# 1604 Томбо
1604 То́мбо (1604 Tombaugh) — астероїд головного поясу, відкритий 24 березня 1931 року.
Тіссеранів параметр щодо Юпітера — 3,218.
Названо на честь Клайда Томбо (англ. Clyde William Tombaugh, 1906-1997) — американського астронома.